# Dipinacia
Dipinacia là một chi bướm đêm thuộc họ Noctuidae.